# Lawrence Lessig
Lawrence Lessig (født 3. juni 1961) er en amerikansk akademiker og politisk aktivist. Han er professor i jura fra Harvard Universitet og har grundlagt Center for Internet and Society. Lessig er en af grundlæggerne bag Creative Commons og sidder i bestyrelsen for Electronic Frontier Foundation og organisationen The Software Freedom Law Center.
Han er kendt som en stærk fortaler for remix-kulturen, og ser det som en stærk nødvendighed, at de gældende copyright regler tilpasses nutidens teknologiske udvikling.
I 2007 meddelte han, at han ville stoppe sin mange årige fokusering på copyright-relaterede emner og i stedet kaste sit engagement ind i arbejdet mod politisk korruption.